# St. Nikolaus (Rimsting)

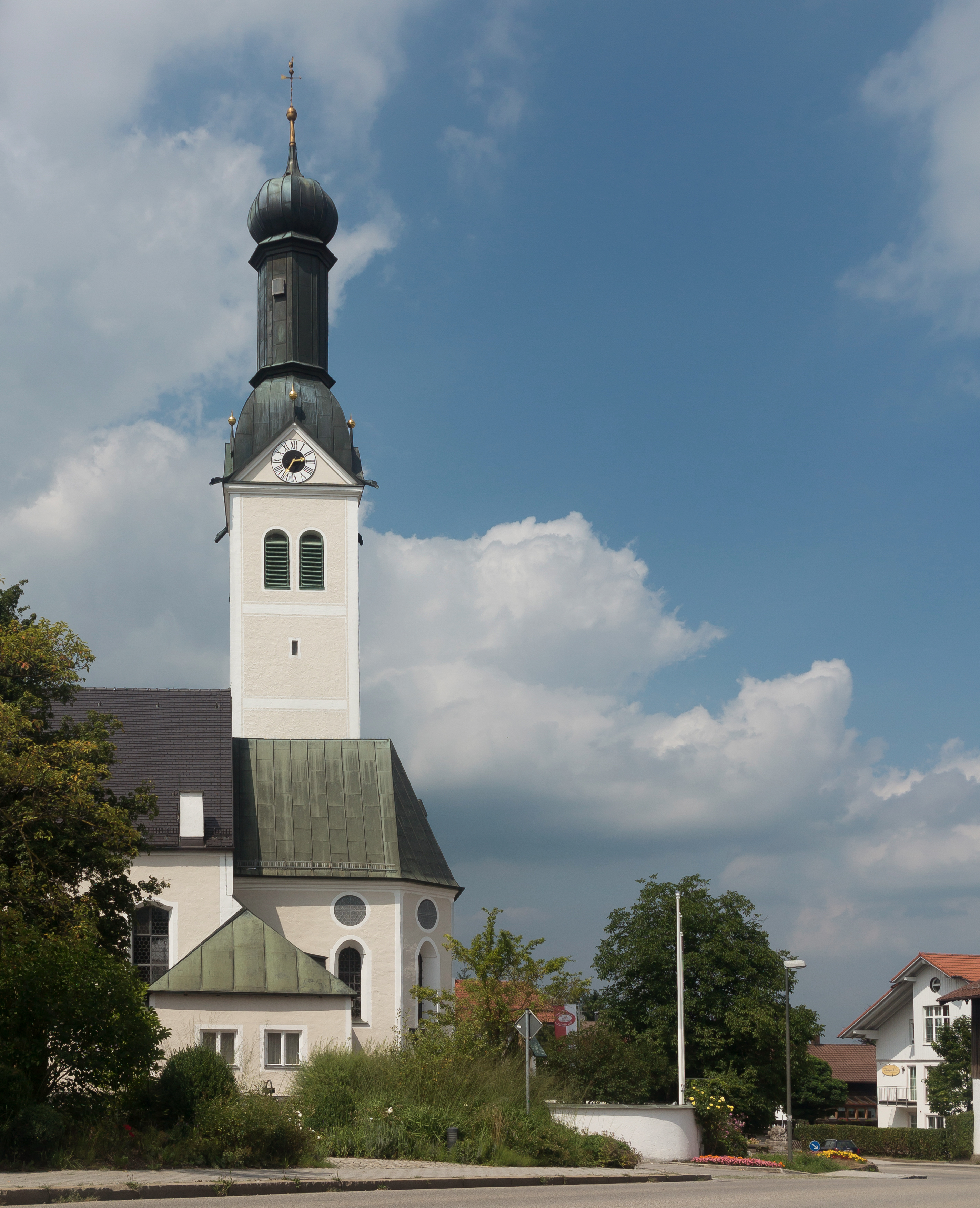
Rimsting, St. Nikolaus, Chor und Turm (36 Meter).

Die Kirche St. Nikolaus ist die römisch-katholische Pfarrkirche von Rimsting im Erzbistum München und Freising (Dekanat Chiemsee). Vor der Erhebung zur eigenständigen Pfarrei im Jahr 1946 war St. Nikolaus Rimsting Filialkirche der Pfarrei Prien. Heute gehört sie zum katholischen Pfarrverband Westliches Chiemseeufer.

## Baugeschichte
Um 765 übertrug Herzog Tassilo III. der Äbtissin von Frauenchiemsee die Grundherrschaft über die Rimstinger Bauern und ihre Höfe. Die früheste Rimstinger Kirche wird höchstwahrscheinlich von dort aus errichtet worden sein. Vermutlich war Rimsting eine Art Vorposten des Klosters Frauenchiemsee: Beide Kirchtürme stehen in Sichtverbindung. Alter und Gestalt des ursprünglichen Kirchenbaus an diesem Standort kann nicht mehr rekonstruiert werden. Romanische Grundmauern aus dem 12. Jahrhundert traten beim Neubau des Langhauses 1937 zutage. Älteste Bestandteile der heutigen Kirche sind Chor und Turm. Sie stammen noch von dem spätgotischen Gotteshaus, das 1472 von dem Herrenchiemseer Bischof Bernhard von Kraiburg geweiht wurde. Bis 1715 hatte der Turm einen Spitzhelm, dann setzte ihm Christian Raab, Zimmermeister von Achthal, die heutige hochgeschossene Zwiebel auf. Derselbe Raab war durch die kühne Seitenverschiebung des Spitzhelms der Priener Pfarrkirche Mariä Himmelfahrt bekannt geworden.

## Ausstattung

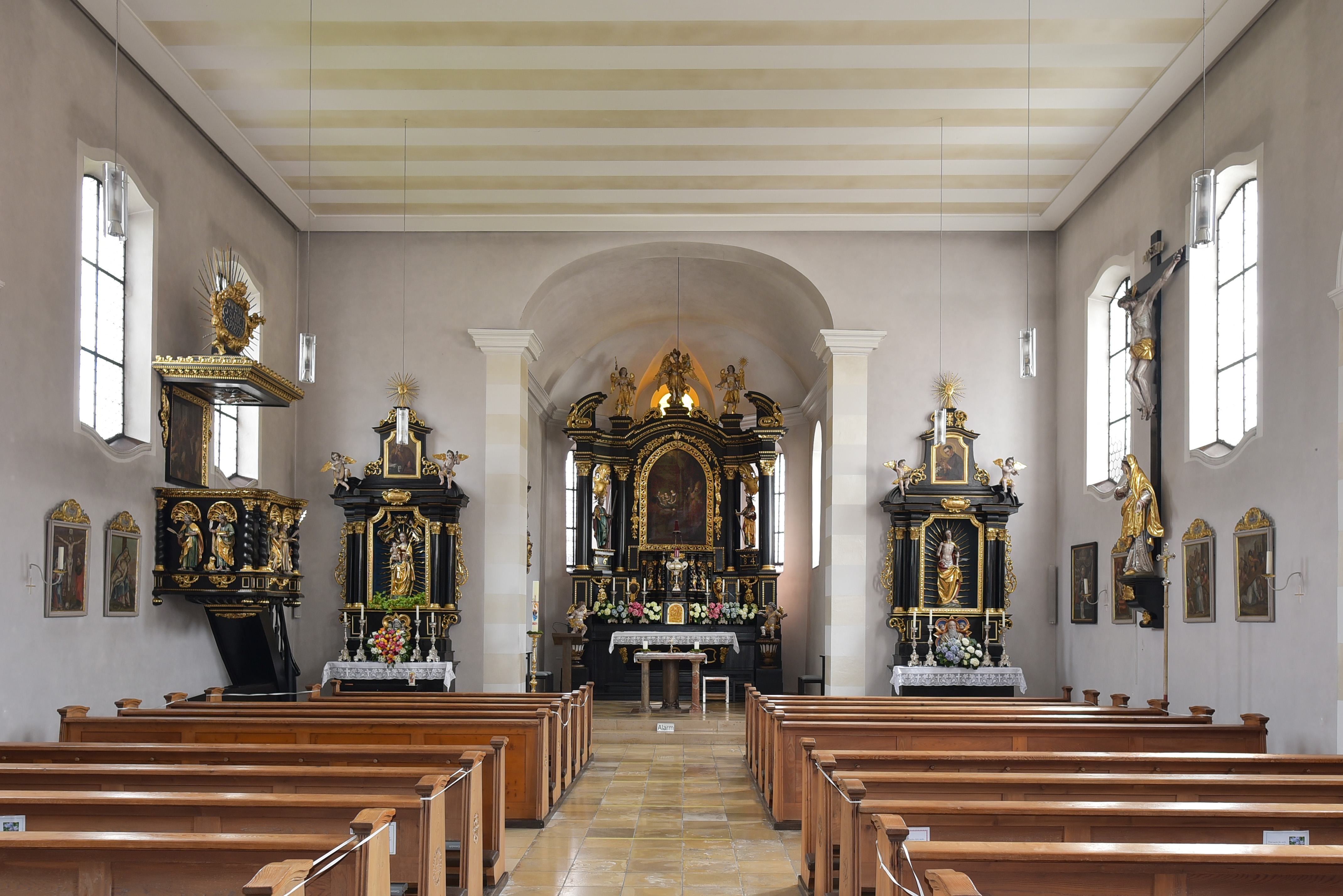
St. Nikolaus Rimsting mit Hochaltar und Kanzel aus dem ehemaligen Dom Herrenchiemsee

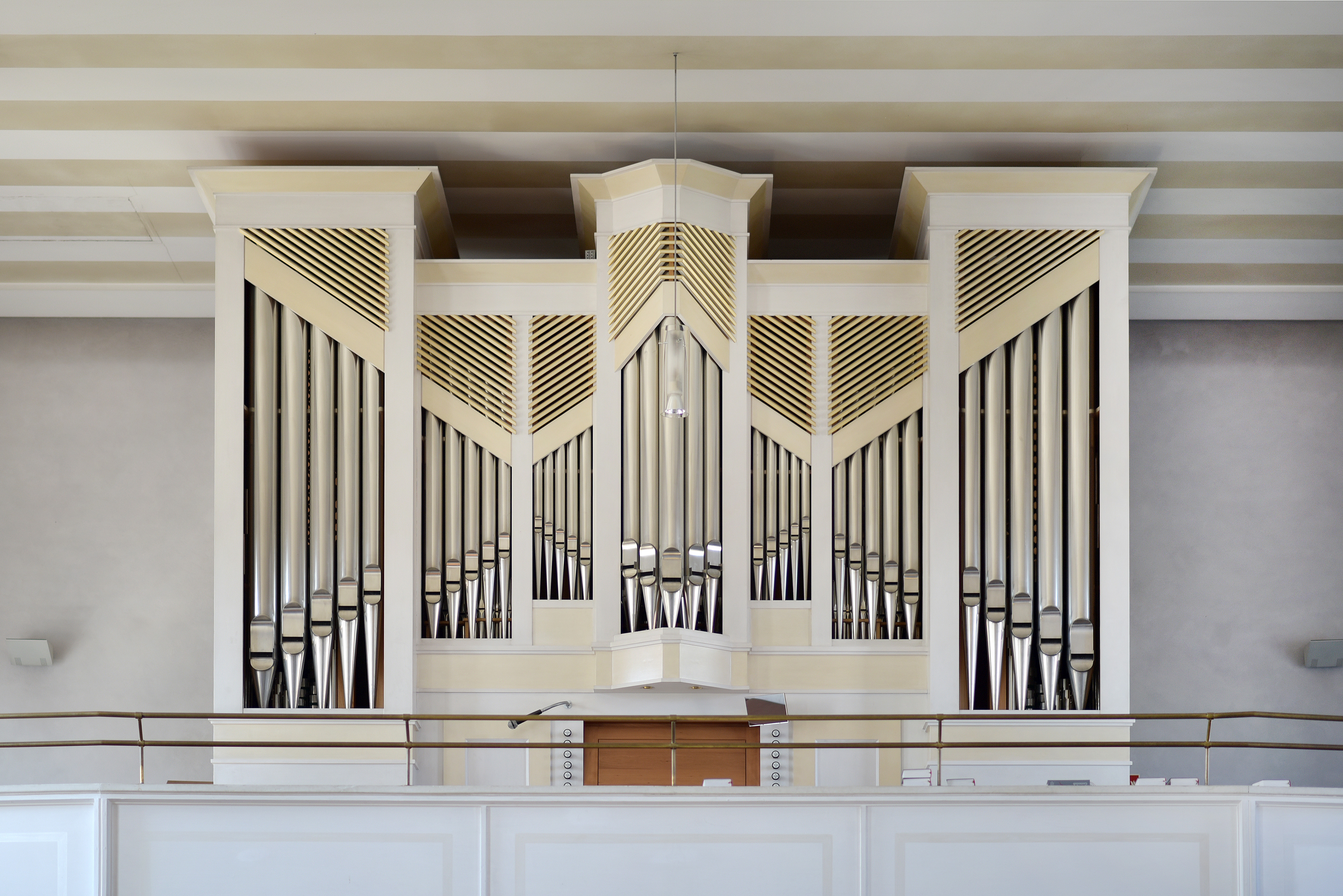
Sandtner-Orgel St. Nikolaus Rimsting Westempore

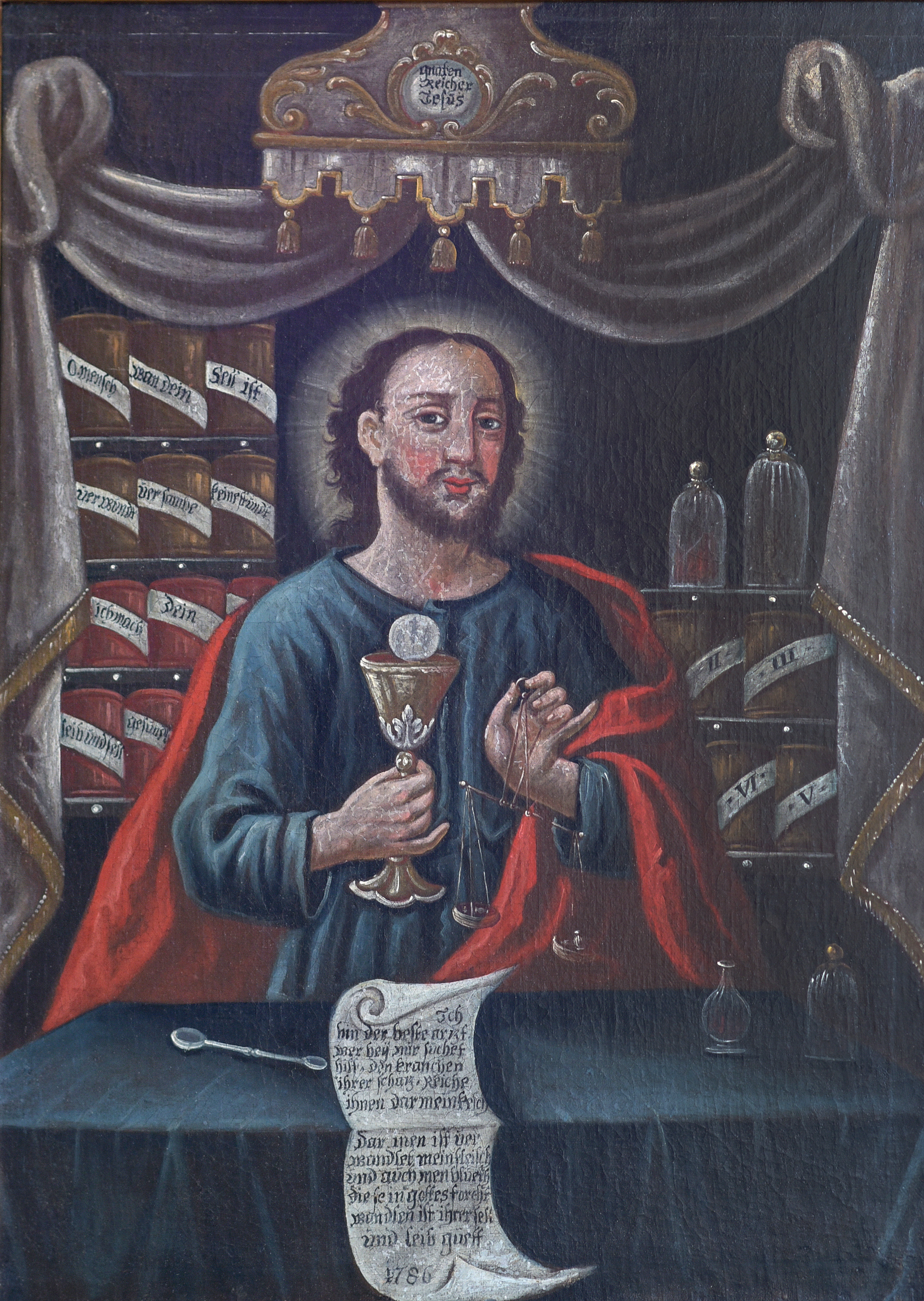
„Der Himmlische Arzt“ Olgemälde 1786 Kirche Rimsting (Vordere Südwand des Langhauses)

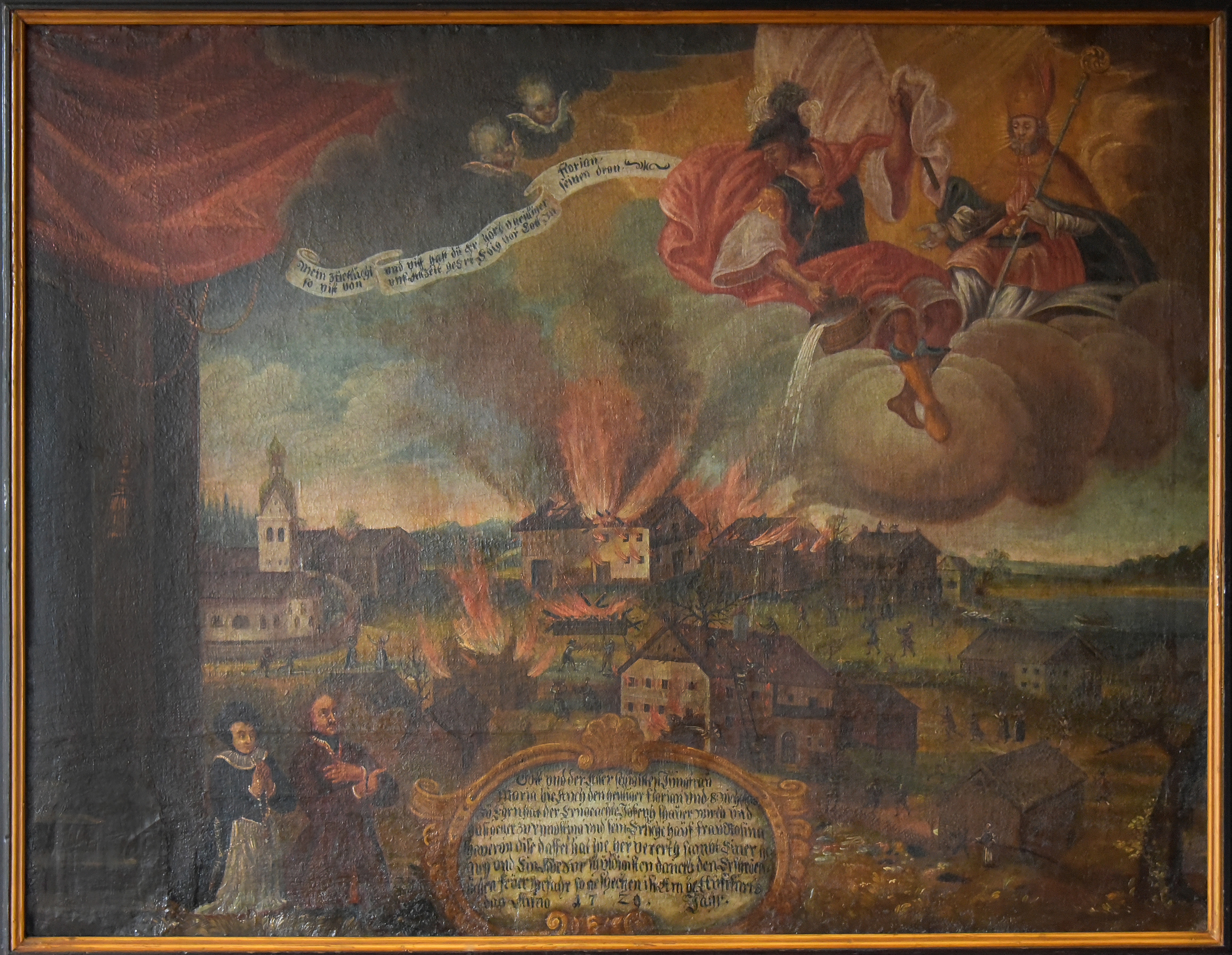
Votivbild der Wirtsleute Joseph und Rosina Schauer nach dem Brand von 1729 (Südseite unter der Empore)

Im Innenraum der Kirche finden sich mehrere in Schwarz und Gold gefasste Holzarbeiten, darunter seine drei Altäre und die Kanzel. Kanzel und Hochaltar stammen aus der ehemaligen Klosterkirche des Augustiner-Chorherren-Stifts Herrenchiemsee, die von 1215 bis 1808 Kathedrale des Bistums Chiemsee war. Der Hochaltar wurde nach dem Vorbild von Altären im Salzburger Dom von Matthias Piechlinger (Mühln-Wolfsberg) 1684 geschaffen. Nach der Säkularisation, die die Profanierung des Inseldoms und die Aufhebung des Bistums Chiemsees zur Folge hatte, erwarb Rimsting 1809 den Hochaltar, 1821 die Kanzel, die dann beide der Priener Kistler Anton Kronast an die kleineren Dimensionen der Rimstinger Kirche anpasste. Dabei wurde auch das ursprüngliche Bild des Rimstinger Hochaltars „Sankt Nikolaus beschenkt drei arme Jungfrauen mit Goldkugeln, um sie vor Schande zu bewahren“ (Peter Weißpacher, Kufstein 1654), in die Neuerwerbung eingearbeitet.
An der vorderen Südwand des Langhauses hängt das Ölgemälde „Jesus, der Himmlische Arzt“ von 1786. An der Südwand unter der Empore befindet sich das große Votivbild der Wirtsleute Joseph und Rosina Schauer, die für die Bewahrung ihres Hauses bei einem Brandunglück im Jahr 1729 Dank sagen. Am Christi Himmelfahrt, den 26. Mai 1729 brannten in Rimsting fünf Anwesen nieder. An den beiden Längsseiten des Langhauses sind vierzehn Bilder des Kreuzwegs angebracht. Die Gemälde aus dem Jahr 1744 stammen aus der alten Kirche in Stephanskirchen bei Hemhof und wurden 1938 erworben.

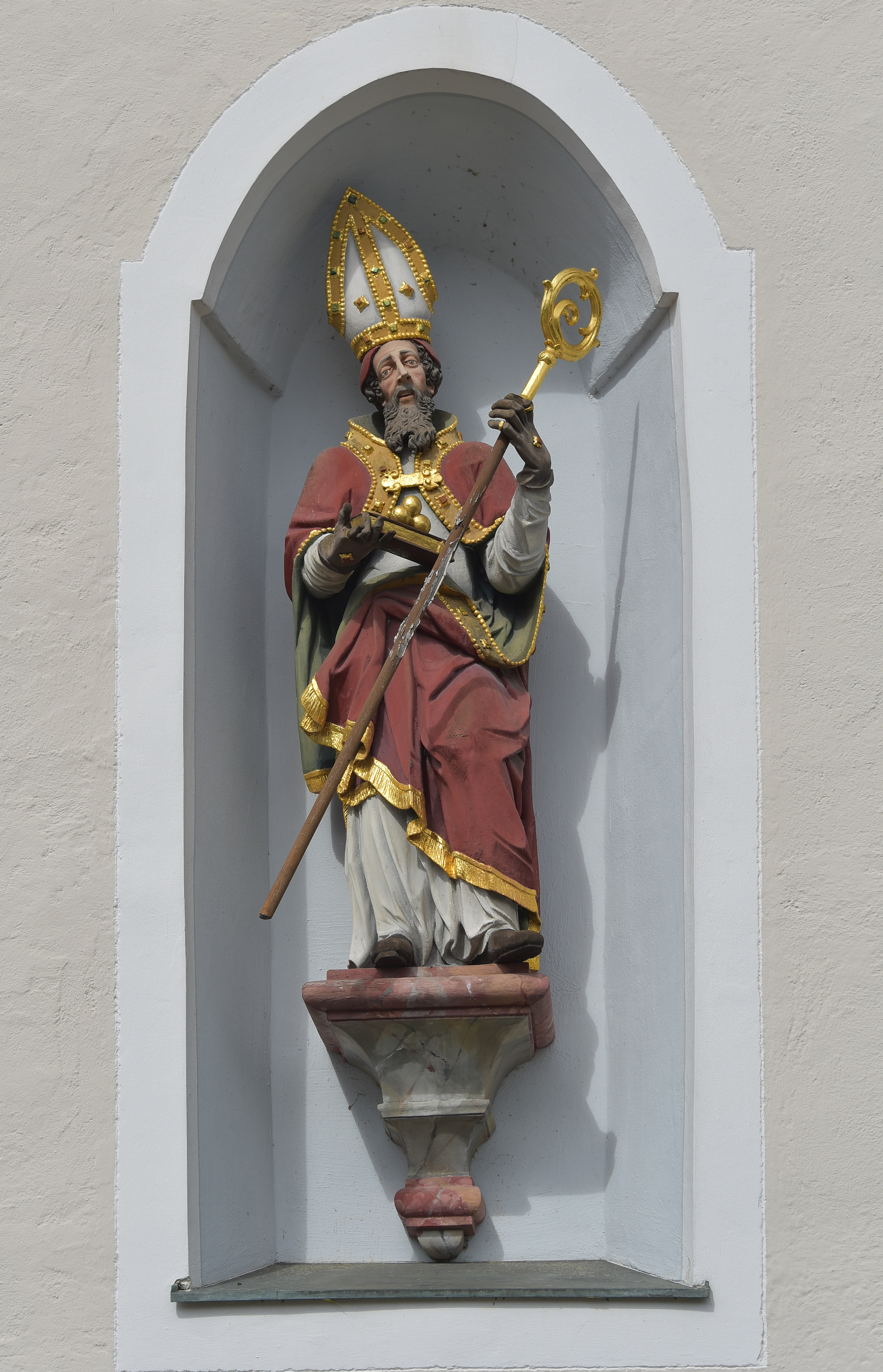
Schnitzfigur des Hl. Nikolaus (1655) an der Ostseite der Kirche

Am Chorschluss im Osten ist an der Außenseite eine fast lebensgroße Schnitzfigur des Kirchenpatrons St. Nikolaus angebracht. Hanns Hörner aus Schwaz in Tirol, der Schöpfer der Hochaltarfiguren St. Petrus und Paulus, hat sie 1655 geschaffen.

## Orgel
Die heutige Orgel wurde im Jahr 2000 durch die Firma Orgelbau Sandtner GmbH (Dillingen/Donau) mit 21 Registern auf zwei Manualen und Pedal erbaut.
| I Hauptwerk C–g3 |       |
| Principal        | 8’    |
| Copel            | 8’    |
| Amorosa          | 8’    |
| Octave           | 4’    |
| Blockflöte       | 4’    |
| Superoctave      | 2’    |
| Mixtur IV        | 1 ⁄3' |
| Trompete         | 8'    |

| II Schwellwerk C–g3 |        |
| Rohrflöte           | 8'     |
| Gamba               | 8'     |
| Vox coelestis       | 8'     |
| Traversflöte        | 4'     |
| Quinte              | 2 ⁄3'  |
| Piccolo             | 2'     |
| Terz                | 1 3⁄5' |
| Oboe                | 8'     |

| Pedal C–f1  |     |
| Subbass     | 16' |
| Oktavbass   | 8'  |
| Gedecktbass | 8'  |
| Choralbass  | 4'  |
| Fagott      | 16' |

- Koppeln: II/I, I/P, II/P

Segnung der Orgel: 4. Juni 2000 (Durch Prälat Georg Ratzinger)

## Glocken
Im Turm der Pfarrkirche St. Nikolaus befinden sich vier Glocken in einem Holzglockenstuhl. Die drei großen Glocken bilden das Hauptgeläut in der Tonlinie einer Quarte bzw. Quinte. Die kleinste Glocke „Totenglocke“ (f'') wird normalerweise nur solistisch verwendet. Vor der Kirche steht eine weitere Glocke (Ton ges'), die eigentlich zum Geläut passen würde. Sie mußte aus statischen Gründen aus dem Turm entfernt werden. Glocke 1 läutet mit einem Gegenpendel und Glocke 2 trägt Obergewichte.
|             | GLOCKE 1                   | GLOCKE 2                   | GLOCKE 3                   | GLOCKE 4                    |
| ----------- | -------------------------- | -------------------------- | -------------------------- | --------------------------- |
| GIESSER:    | Karl Czudnochowsky, Erding | Karl Czudnochowsky, Erding | Karl Czudnochowsky, Erding | Johann Grassmayr, Innsbruck |
| GUSSJAHR:   | 1949                       | 1949                       | 1949                       | 1882                        |
| MATERIAL:   | Bronze                     | Bronze                     | Bronze                     | Bronze                      |
| Ø MM:       | 1300                       | 910                        | 820                        | 0                           |
| GEWICHT KG: | 1260                       | 340                        | 250                        | 100                         |
| NOMINAL:    | es'+6                      | as'+12                     | b'+12                      | f''                         |